# Пенінг

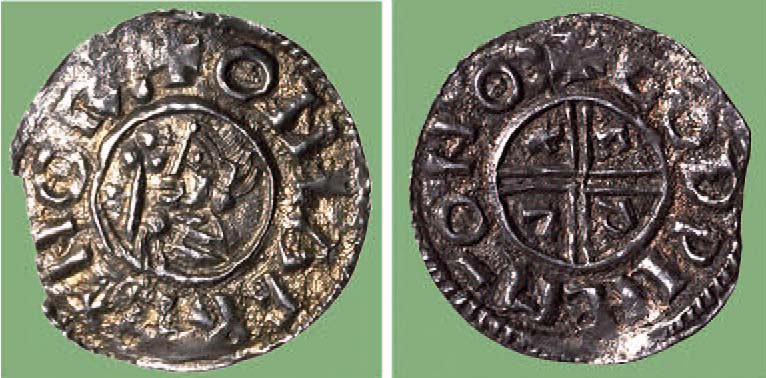
Срібний пенінг Олафа Трюггвасона 995 року

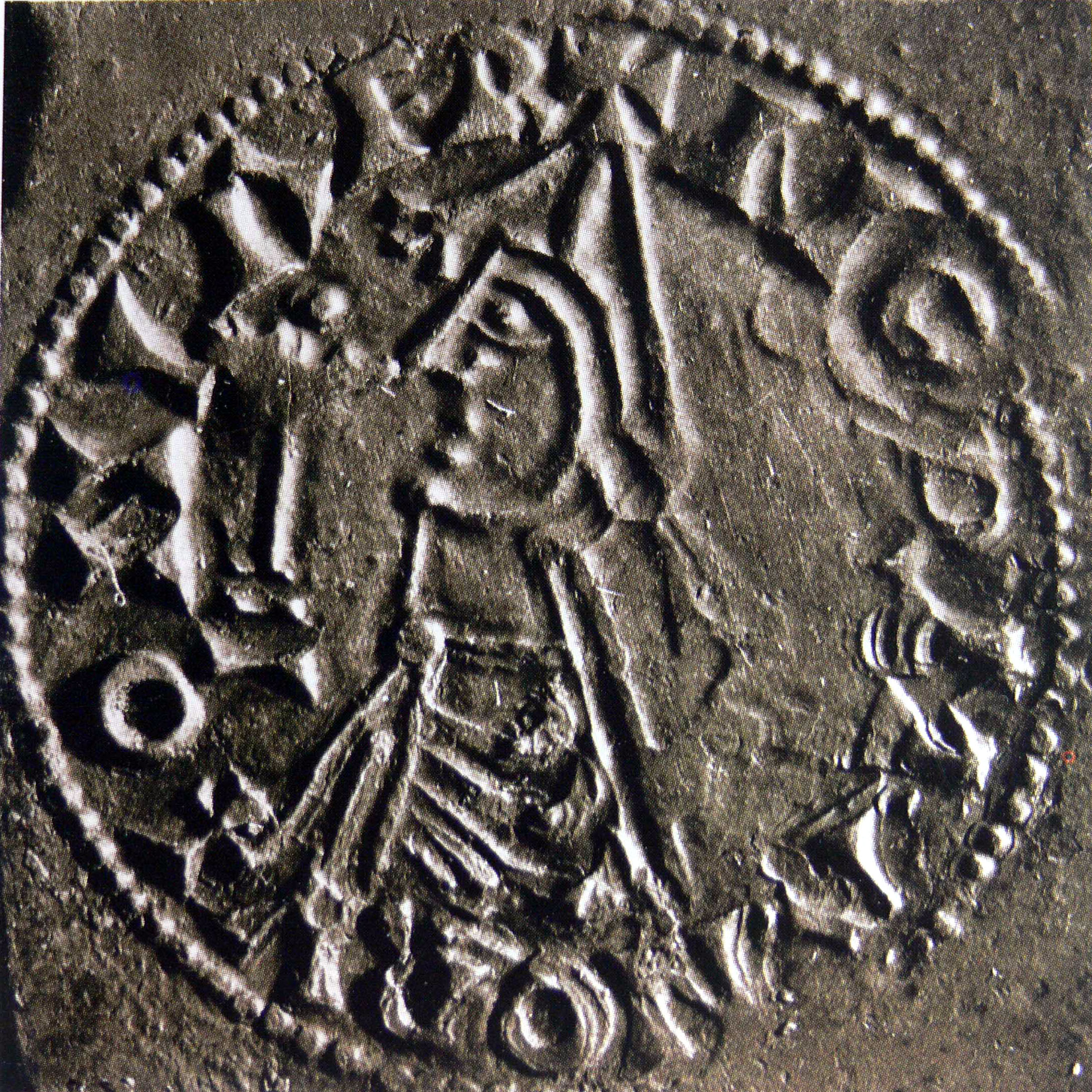
Срібний пенінг Олафа Гаральдссона, датований 1023—1028 роками

Пенінг (норв. penning) — дрібна срібна монета, що мала обіг у скандинавських народів. Мала також значне поширення в інших германських народів: на Британських островах має назву пенні, а в Центральній Європі — пфеніг.
Маса скандинавського срібного пенінга коливалась. Спочатку він становив 1/192 вагової марки срібла (важила близько 210 грамів) і, отже, містив близько 1,09 грама срібла. Але іноді його маса сягала 1,3 або навіть 2 г.
У Норвегії перші срібні пенінги почали карбувати за короля Олафа Трюґґвасона 995 року. Пізніше до них час від часу додавалася також мідь. У Швеції в другій половині XII століття п'ять пенінгів відповідало п'яти шеппам жита або трьом шеппам ячменю. У Норвегії пенінги карбували в таких варіантах: 2 пенінги, 1 пенінг, 1/2 пенінга і 1/4 пенінга, і були основною грошовою одиницею аж до укладення Кальмарської унії 1387 року.